# Edifício classificado (Reino Unido)
Edifício classificado (em inglês: Listed building) é toda estrutura protegida por lei pelo complexo sistema de tombamento do Reino Unido. Um edifício classificado é qualquer estrutura oficialmente designada como tendo especial interesse arquitetônico, histórico ou cultural. É um estatuto amplamente usado, aplicado a centenas de milhares de estruturas. Estruturas tombadas não podem ser alteradas sem permissão especial, e desfrutam de isenções fiscais e outros benefícios. A Inglaterra e Gales tratam o tombamento da mesma forma.

## Inglaterra

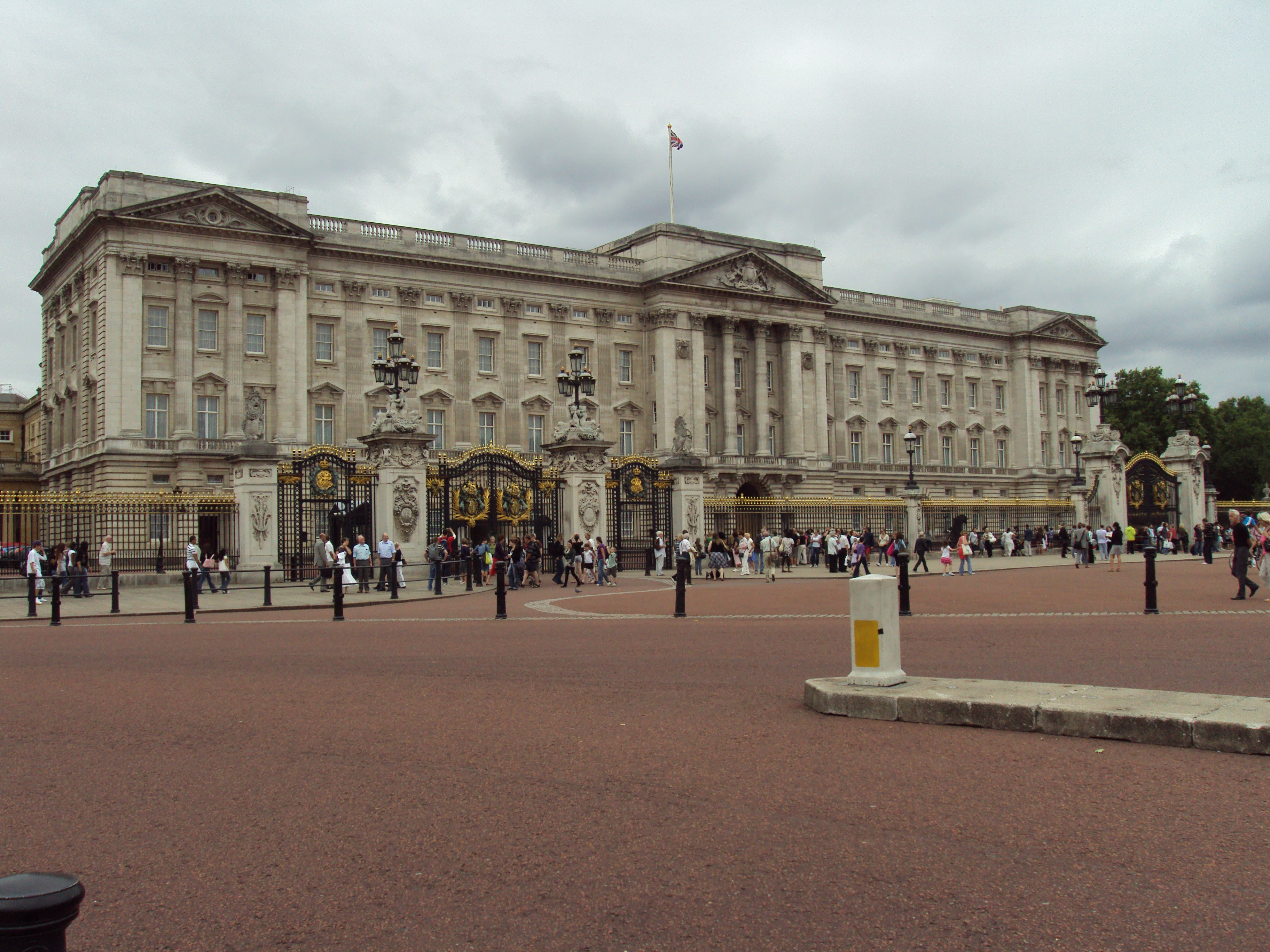
O Palácio de Buckingham, Londres

As estruturas tombadas são listadas no Statutory List of Buildings of Special Architectural or Historic Interest, e incluem campos, sinais de trânsito, piers e áreas geográficas. A principal legislação pertinente é o Ancient Monuments and Archaeological Areas Act 1979, embora legislação aplicável remonte a 1882. A legislação atual define três graus de tombamento:
- Grau I: Estruturas de excepcional importância, às vêzes com relevância internacional, tais como: Palácio de Buckingham, Coughton Court, Frogmore House, Thoresby Hall, Castelo de Bamburgo, Stowe House, Red House, Down House, Sinagoga de Bevis Marks, Royal Exchange, Castelo de Beeston, Catedral de St. Paul´s e Museu de Yorkshire.
- Grau II*: Estruturas particularmente importantes, de interesse mais que local, tais como:Adderstone Hall, Okeover Hall, Georgian House, Foliejon Park.
- Grau II: Estruturas de interesse e importância arquitetônico ou histórico, tais como Ashton Gifford House, Ascot Place, Newington House.

Havia também um Grau III, que foi abolido em 1978.

## Irlanda do Norte
O sistema de tombamento na Irlanda do Norte é regido pelo Planning (Northern Ireland) Order 1972, modificado pela Planning (Northern Ireland) Order 1991. A agência responsável pelo tombamento é a Northern Ireland Environment Agency (NIEA) do Department of the Environment do governo do Reino Unido. Um levantamento das propriedades estava em curso em 2011, com data de conclusão prevista para 2016.
Há quatro categorias de tombamento:
- Grau A: estruturas de grande importância, construções exemplares de um determinado estilo arquitetônico com poucas alterações. Exemplos:Adadia de Bangor, Grand Opera House.
- Grau B+: estruturas que poderiam ser classificadas como Grau A, exceto por características negativas como projeto incompleto ou alterações de qualidade inferior. Adicionalmente, edifícios com características excepcionais, claramente acima dos padrões do Grau B. Exemplos: Dundarave House, Necarne.
- Grau B1: estruturas de importância local, bons exemplos de um particular período ou estilo arquitetônico. Exemplos: Campbell College, Linen Hall Library.
- Grau B2: edifícios de importância local, ou bons exemplos de algum tipor, mas que apresentam uma qualidade inferior aos do Grau B1.

## Escócia

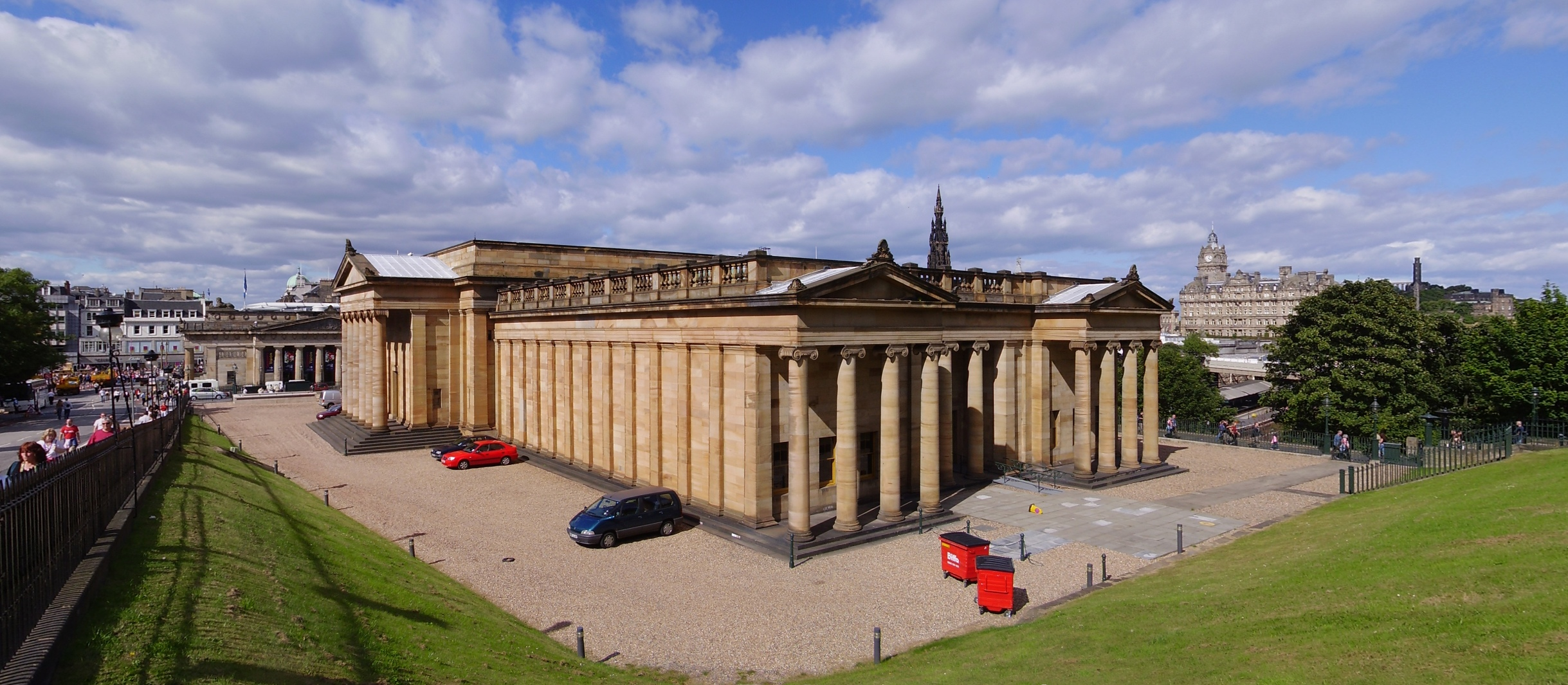
Galeria Nacional da Escócia, Edinburgo, arquitetada por William Henry Playfair

O tombamento sistemático de estruturas na Escócia começou com a promulgação do Town and Country Planning (Scotland) Act 1947. A atual legislação é o Planning (Listed Buildings and Conservation Areas) (Scotland) Act 1997. A autoridade para tombamento foi transferida de Londres para o Parlamento Escocês, e a agência atualmente responsável é a Historic Scotland.
- Categoria A: estruturas de importância arquitetônica ou histórica nacional ou internacional, ou bons exemplos, não adulterados, de um estilo, período ou tipo de construção. Exemplos: Castelo de Edimburgo, Balintore Castle, Galeria Nacional da Escócia, Ponte Craigellachie,[8] Câmara Municipal de Glasgow,[9] Palácio de Holyroodhouse,[10] Jardins de Ravelston.[11]
- Categoria B: estruturas de importância regional ou mais que local, ou exemplos relevantes de um período, estilo ou tipo de construção, possívelmente com algumas alterações. Exemplos: Harbourmaster's House, Dysart,[12] Museu de Guerra Nacional da Escócia,[13] Sabhal Mòr Ostaig.[14]
- Categoria C(S): estruturas de importância local, ou bons exemplos de um período, estilo ou tipo de construção, como originalmente construídos ou alterados; e edifícios simples e tradicionais, que formam um conjunto arquitetônico relevante com outros das categorias A e B ou fazem parte de um grupo planejado tal como um domínio ou um complexo industrial. Exemplos:Catedral de São João Divino,[15] The Belmont Picturehouse,[16] Castelo de Craigend.[17]